# Michałów Pierwszy
Michałów Pierwszy – przysiółek w Polsce położony w województwie wielkopolskim, w powiecie kaliskim, w gminie Opatówek. Miejscowość wchodzi w skład sołectwa Michałów Drugi.
W latach 1975–1998 miejscowość administracyjnie należała do województwa kaliskiego.